# اوسه هیل
اوسه هیل (به لاتین: Otse Hill) یک کوه در بوتسوانا است که در Otse, South-East District (Botswana) واقع شده‌است. اوسه هیل ۱٬۴۹۱ متر بالاتر از سطح دریا واقع شده‌است.